# Kabelo Mmono
Kabelo Mmono (* 4. Februar 1980 in Hebron, Barolong Farms, Ngwaketse) ist ein botswanischer Hochspringer. Bei einer Körpergröße von 1,86 m beträgt sein Wettkampfgewicht 71 kg.

## Leben
Kabelo Mmono ist der Zweitgeborene und hat zwei Brüder sowie zwei Schwestern. Er besuchte die Letlhakane Senior Secondary School und arbeitete als Buchhalter für den Leichtathletikverband Botswanas. Trainiert wurde er bis 2004 vom Kubaner Pablo Diaz. Kabelo Mmono studiert Rechnungswesen am University of Wales Institute in Cardiff, sein Verein ist der Cardiff AC.

## Erfolge
Zum ersten Mal konnte er die botswanische Hochsprungmeisterschaft 1996 gewinnen. Im Jahre 1999 gewann er mit 2,05 m die afrikanischen Jugendmeisterschaften in Tunis. Die Meisterschaften des südlichen Afrikas („African Southern Region Championships“) gewann er 2001 in Harare, 2003 in Lusaka und 2005 erneut in Harare. Bei den Leichtathletik-Afrikameisterschaften 2002 im tunesischen Radès wurde er mit 2,10 m Zweiter, es gewann mit 2,25 m der Algerier Abderrahmane Hammad. Bei den Panafrikanischen Spielen 2003 in Abuja gewann er die Hochsprungkonkurrenz mit 2,15 m. Bei den Leichtathletik-Afrikameisterschaften 2004 in Brazzaville gewann er mit 2,17 m. Als Indiz dafür, wie „schwach“ die Hochsprungkonkurrenz bei den Afrikameisterschaften 2004 war, mag dienen, dass Kabelo Mmono mit dieser Höhe nicht unter die ersten 100 der IAAF-Jahresbestenliste 2004 gekommen wäre. An den Leichtathletik-Afrikameisterschaften 2006 konnte er wegen einer Fersenverletzung nicht teilnehmen.
Sein persönlicher Rekord im Hochsprung liegt bei 2,20 m, aufgestellt am 7. Mai 2005 in Nairobi (auf mehr als 1500 Meter Höhe). Dies war ein botswanischer Rekord, der jedoch am 13. August 2006 von Kabelo Kgosiemang bei dessen Sieg bei den Afrikameisterschaften 2006 in Bambous mit 2,30 m überboten wurde. Auch seine 2,15 m in der Halle, die er am 5. Februar 2006 in Cardiff sprang und erneut 2008 bei der Waliser Meisterschaft ebendort, ist ein botswanischer Rekord.